# Ärtvicker
Ärtvicker (Vicia pisiformis) är en växtart i familjen ärtväxter. 